# Ludila-Talsperre
Die Ludila-Talsperre ist eine im Bau befindliche Gewichtsstaumauer am Jinsha Jiang (chin. Bezeichnung für den Oberlauf des Jangtsekiang) bei Lijiang in der Provinz Yunnan in China.
Die Bauarbeiten begannen 2007, wurden jedoch im Juni 2009 vom Umweltministerium unterbrochen, da die Talsperre ohne Umweltgutachten und ohne Genehmigung gebaut worden war.
Der Bau wurde bis zur Fertigstellung der Umweltverträglichkeitsprüfungen ausgesetzt, die 2012 offiziell eingereicht wurden. Die Anlage, die 128 Kilometer nordöstlich der Altstadt von Dali liegt, wurde im Sommer 2013 in Betrieb genommen, nur wenige Wochen bevor sich der Unfall mit der Schleuse ereignete.
Etwa 16.900 Menschen wurden für den Bau des Staudamms umgesiedelt.

## Probleme
Im Juni 2013 wurde ein Schütz aus seinen Verankerungen gerissen. Die Berichte zum gegenwärtigen Zustand des Wasserkraftwerks widersprechen sich. Während die Betreiberfirma Yunnan Jinsha River Hydropower Co verlautbaren ließ, dass die Probleme gelöst seien und das Kraftwerk normal laufen würde, entgegnete ein Journalist, der vor Ort war, dass die Probleme weiterhin bestehen. Außerdem hätte die Staumauer einen Riss, die Betreiber seien allerdings noch unschlüssig, wie die Reparatur am besten durchzuführen sei.